# Asphondylia sanctipetri
Asphondylia sanctipetri är en tvåvingeart som beskrevs av Urso-guimaraes och De Souza Amorim 2002. Asphondylia sanctipetri ingår i släktet Asphondylia och familjen gallmyggor. Inga underarter finns listade i Catalogue of Life.